# Grasa

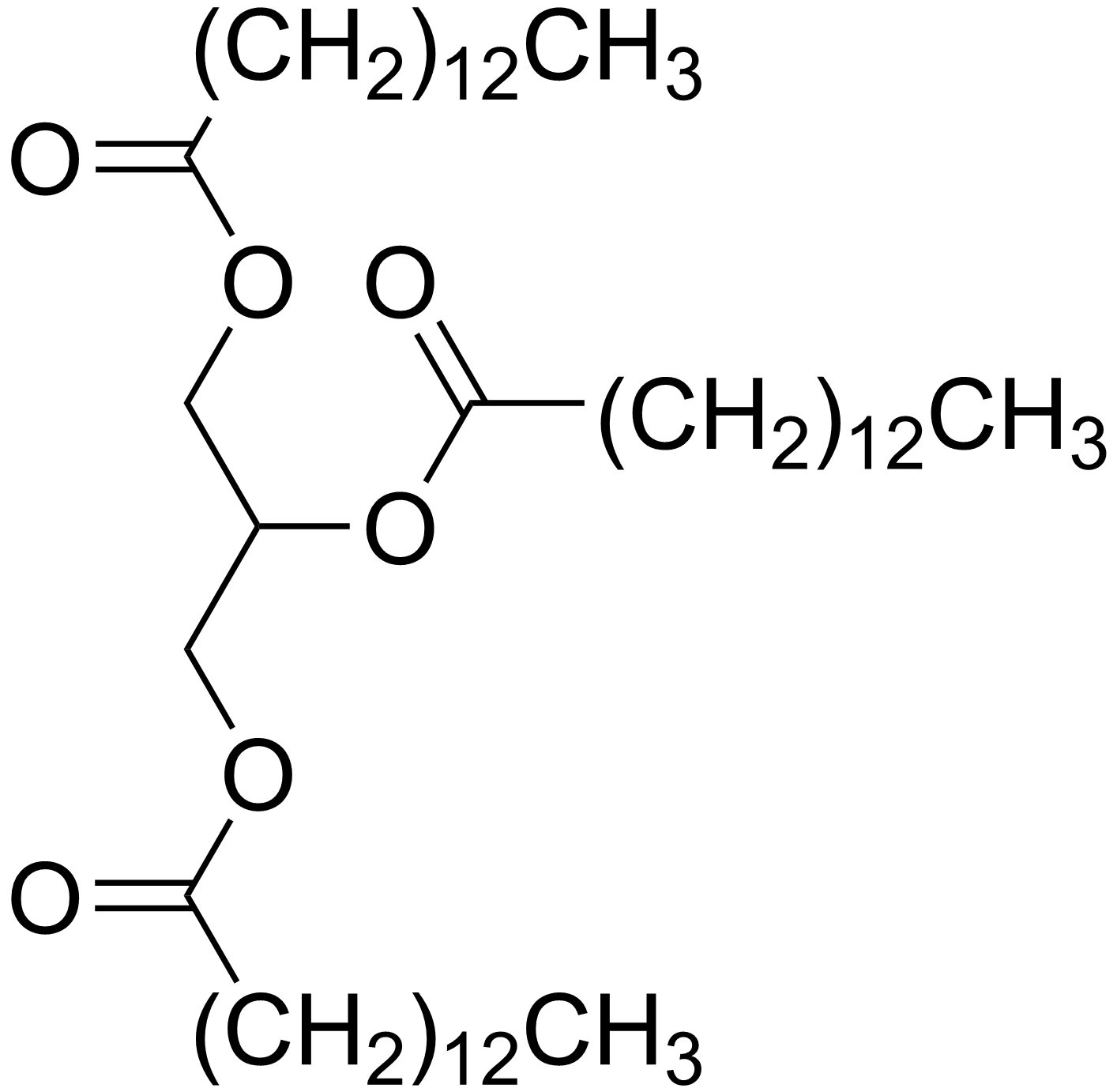
Estructura química de la trimiristina, un triglicérido.

En bioquímica, grasa es un término genérico para designar varias clases de lípidos, aunque generalmente se refiere a los acilglicéridos, ésteres en los que uno, dos o tres ácidos grasos se unen a una molécula de glicerina, formando monoglicéridos, diglicéridos y triglicéridos respectivamente. Las grasas están presentes en muchos organismos.
El tipo más común de grasa es aquel en que tres ácidos grasos están unidos a la molécula de glicerina, recibiendo el nombre de triglicéridos o 'triacilglicéridos'. Los triglicéridos sólidos a temperatura ambiente son denominados grasas, mientras que los que son líquidos son conocidos como aceites. Mediante un proceso tecnológico denominado hidrogenación catalítica, los aceites se tratan para obtener mantecas o grasas hidrogenadas. Aunque actualmente se han reducido los efectos indeseables de este proceso, dicho proceso tecnológico aún tiene como inconveniente la formación de ácidos grasos cuyas insaturaciones (dobles enlaces) son de configuración grasas trans.
Todas las grasas son insolubles en agua y tienen una densidad significativamente inferior.
Químicamente, las grasas son generalmente triésteres del glicerol y ácidos grasos. Las grasas pueden ser sólidas o líquidas a temperatura ambiente, dependiendo de su estructura y composición. Aunque las palabras "aceites", "grasas" y "lípidos" se utilizan para referirse a las grasas, "aceites" suele emplearse para referirse a lípidos que son líquidos a temperatura ambiente, mientras que "grasas" suele designar los lípidos sólidos a temperatura ambiente. La palabra "lípidos" se emplea para referirse a ambos tipos, líquidos y sólidos. La palabra "aceite" se aplica generalmente a cualquier sustancia grasosa inmiscible con agua, tales como el petróleo y el aceite de cocina, independientemente de su estructura química.
Las grasas forman una categoría de lípidos que se distinguen de otros lípidos por su estructura química y sus propiedades físicas. Esta categoría de moléculas es importante para muchas formas de vida y cumple funciones tanto estructurales como metabólicas. Las grasas constituyen una parte muy importante de la dieta de la mayoría de los seres heterótrofos (incluidos los seres humanos).
Ejemplos de grasas comestibles son la manteca, la margarina, la mantequilla y la crema. Las grasas o lípidos son degradadas en el organismo por las enzimas llamadas lipasas.

## Tipos de grasas

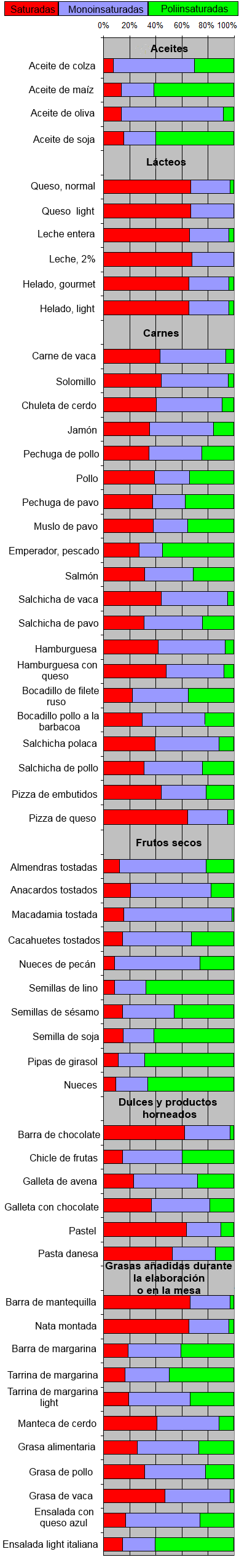
Composición de las grasas en diferentes alimentos, como porcentaje de la grasa total.

En función del tipo de ácidos grasas que formen predominantemente las grasas, y en particular por el grado de insaturación (número de enlaces dobles o triples) de los ácidos grasos, podemos distinguir:

### Grasas saturadas
Están formadas mayormente por ácidos grasos saturados. Aparecen por ejemplo en el tocino, en el sebo, en las mantecas de cacao o de cacahuete, etc. Este tipo de grasas es sólida a temperatura ambiente. Las grasas formadas por ácidos grasos de cadena larga (más de 8 átomos de carbono), como los ácidos láurico, mirístico y palmítico, se consideran que elevan los niveles plasmáticos de colesterol asociado a las lipoproteínas LDL. Sin embargo, las grasas saturadas basadas en el esteárico tienen un efecto neutro.
La mayoría de grasas saturadas son de origen animal, pero también se encuentra un contenido elevado de grasas saturadas en productos de origen vegetal, como puede ser por su contenido de grasas saturadas: el aceite de coco (92 %) y el aceite de palma (52 %).

### Grasas insaturadas
Están formadas principalmente por ácidos grasos insaturados como el oleico o el palmitoleico. Son líquidas a temperatura ambiente y comúnmente se les conoce como aceites. Pueden ser por ejemplo el aceite de oliva, de girasol, de maíz. Son las más beneficiosas para el cuerpo humano por sus efectos sobre los lípidos plasmáticos y algunas contienen ácidos grasos que son nutrientes esenciales, ya que el organismo no puede fabricarlos y el único modo de conseguirlos es mediante ingestión directa. Ejemplos de grasas insaturadas son los aceites comestibles. Las grasas insaturadas pueden subdividirse en:
- Grasas monoinsaturadas. Son las que reducen los niveles plasmáticos de colesterol asociado a las lipoproteínas LDL[3] (las que tienen efectos aterogénicos, por lo que popularmente se denominan "colesterol malo"). Se encuentran en el aceite de oliva, el aguacate, y algunos frutos secos. Elevan los niveles de lipoproteínas HDL (llamadas comúnmente colesterol "bueno").
- Grasas poliinsaturadas (formadas por ácidos grasos de las series omega 3, omega 6). Los efectos de estas grasas sobre los niveles de colesterol plasmático dependen de la serie a la que pertenezcan los ácidos grasos constituyentes. Así, por ejemplo, las grasas ricas en ácidos grasos de la serie omega 6 reducen los niveles de las lipoproteínas LDL y HDL, incluso más que las grasas ricas en ácidos grasos monoinsaturados.[4] Por el contrario, las grasas ricas en ácidos grasos de la serie omega 3 (ácido docosahexaenoico y ácido eicosapentaenoico) tienen un efecto más reducido, si bien disminuyen los niveles de triacilglicéridos plasmáticos.[5] Se encuentran en la mayoría de los pescados azules (bonito, atún, salmón, etc.), semillas oleaginosas y algunos frutos secos (nuez, almendra, avellana, etc.)

La mayoría de grasas insaturadas son de origen vegetal. Los aceites con mayor porcentaje de grasas insaturadas son: el de canola (94 %), el de cártamo (91 %), el de girasol (89 %), y el de maíz (87 %), los cuales se consideran aceites saludables para el consumo humano.

### Grasas trans
Se obtienen durante la hidrogenación de los aceites vegetales. Mediante la hidrogenación total pasan de ser insaturadas a saturadas, perdiendo obviamente la isomería geométrica. Si la hidrogenación es parcial, no todos los enlaces dobles se hidrogenan y puede ocurrir también que algún enlace doble con forma cis cambie la posición a la forma espacial de trans. Por eso se llaman ácidos grasos trans. Son mucho más perjudiciales que las insaturadas presentes en la naturaleza (con forma cis), ya que son altamente aterogénicas y pueden contribuir a elevar los niveles de lipoproteínas LDL y los triglicéridos, haciendo descender peligrosamente los niveles de lipoproteínas HDL.
Ejemplos de alimentos que contienen estos ácidos grasos son: la manteca vegetal, la margarina y cualquier alimento elaborado con cualquiera de estos dos.

## Funciones de las grasas
- Producción de energía: la metabolización de 1 g de cualquier grasa produce, por término medio, unas 9 kilocalorías de energía.
- Forman el panículo adiposo que protege a los mamíferos contra el frío.
- Sujetan y protegen órganos como el corazón y los riñones.
- En algunos animales, ayuda a hacerlos flotar en el agua.

- Sirven de estructura para producir hormona.

## Nutrición
La presencia de grasas en los alimentos es un parámetro de importancia desde el punto de vista económico y de la calidad y de las cualidades organolépticas y nutricionales. Debido a ello, su medición está incluida dentro del análisis químico proximal de los alimentos (con el cual se mide principalmente el contenido de humedad, grasa, proteína y cenizas).

## Metabolismo
La lipasa pancreática actúa en el enlace éster, hidrolizando el enlace y "liberando" el ácido graso. En forma de triglicéridos, los lípidos no pueden ser absorbidos por el duodeno. Los ácidos grasos, los monoglicéridos (un glicerol, un ácido graso) y algunos diglicéridos son absorbidos por el duodeno, una vez descompuestos los triglicéridos.
En el intestino, tras la secreción de lipasas y bilis, los triglicéridos se dividen en monoacilglicerol y ácidos grasos libres en un proceso denominado lipólisis. Posteriormente se trasladan a las células absorbentes enterocitos que recubren los intestinos. Los triglicéridos se reconstruyen en los enterocitos a partir de sus fragmentos y se empaquetan junto con colesterol y proteínas para formar quilomicrones. Éstos son excretados de las células y recogidos por el sistema linfático y transportados a los grandes vasos cercanos al corazón antes de mezclarse con la sangre. Varios tejidos pueden captar los quilomicrones, liberando los triglicéridos para ser utilizados como fuente de energía. Las células hepáticas pueden sintetizar y almacenar triglicéridos. Cuando el organismo necesita ácidos grasos como fuente de energía, la hormona glucagón indica la descomposición de los triglicéridos por la lipasa sensible a hormonas para liberar ácidos grasos libres. Como el cerebro no puede utilizar los ácidos grasos como fuente de energía (a menos que se conviertan en una cetona), el componente glicerol de los triglicéridos puede convertirse en glucosa, vía gluconeogénesis por conversión en dihidroxiacetona fosfato y luego en gliceraldehído 3-fosfato, para combustible cerebral cuando se descompone. Las células grasas también pueden descomponerse por ese motivo si las necesidades del cerebro superan en algún momento a las del organismo.
Los triglicéridos no pueden atravesar libremente las membranas celulares. Unas enzimas especiales de las paredes de los vasos sanguíneos llamadas lipoproteína lipasas deben descomponer los triglicéridos en ácidos grasos libres y glicerol. A continuación, las células pueden absorber los ácidos grasos a través del transportador de ácidos grasos (FAT).
Los triglicéridos, como componentes principales de las lipoproteínas de muy baja densidad (VLDL) y los quilomicrones, desempeñan un papel importante en el metabolismo como fuentes de energía y transportadores de la grasa alimentaria. Contienen más del doble de energía (aproximadamente 9 kcal/g o 38 kJ/g) que los hidratos de carbono (aproximadamente 4 kcal/g o 17 kJ/g).

## Efectos sobre la salud

### Enfermedades cardiovasculares
El efecto de las grasas saturadas sobre las enfermedades cardiovasculares ha sido ampliamente estudiado. El consenso general es que existen pruebas de calidad moderada de una relación fuerte, consistente y graduada entre la ingesta de grasas saturadas, los niveles de colesterol en sangre y la incidencia de enfermedades cardiovasculares. Las relaciones son aceptadas como causales, incluso por muchas organizaciones gubernamentales y médicas.
Una revisión de 2017 de la AHA estimó que la sustitución de grasas saturadas por grasas poliinsaturadas en la dieta estadounidense podría reducir el riesgo de enfermedades cardiovasculares en un 30%.
El consumo de grasas saturadas se considera generalmente un factor de riesgo de dislipidemia-niveles anormales de lípidos en sangre, incluyendo colesterol total alto, niveles altos de triglicéridos, niveles altos de lipoproteína de baja densidad (LDL, colesterol "malo") o niveles bajos de lipoproteína de alta densidad (HDL, colesterol "bueno").  A su vez, estos parámetros son indicadores de riesgo de algunos tipos de enfermedades cardiovasculares. Estos efectos también se observaron en niños.
Varios metaanálisis (revisiones y consolidaciones de múltiples estudios experimentales publicados previamente) han confirmado una relación significativa entre las grasas saturadas y los niveles elevados de colesterol sérico, que a su vez se ha afirmado que tienen una relación causal con el aumento del riesgo de enfermedad cardiovascular (la llamada hipótesis de los lípidos). Sin embargo, el colesterol alto puede estar causado por muchos factores.  Otros indicadores, como el cociente LDL/HDL elevado, han demostrado ser más predictivos. En un estudio sobre infarto de miocardio en 52 países, el cociente ApoB/ApoA1 (relacionado con LDL y HDL, respectivamente) fue el predictor más potente de ECV entre todos los factores de riesgo. Existen otras vías en las que intervienen la obesidad, los niveles de triglicéridos, la sensibilidad a la insulina, el función endotelial y la trombogenicidad, entre otras, que desempeñan un papel en la ECV, aunque parece que, en ausencia de un perfil lipídico sanguíneo adverso, los demás factores de riesgo conocidos sólo tienen un efecto aterogénico débil. Los distintos ácidos grasos saturados tienen efectos diferentes sobre los distintos niveles de lípidos.

## Índices de la grasa
- Índice de saponificación: Se trata de la cantidad de KOH en mg que se necesita para saponificar un gramo de grasa o aceite. Esta magnitud da una idea del peso molecular promedio de los ácidos grasos presentes.
- Índice de acidez: Es el análogo al índice de saponificación, pero en frío. Se trata de la cantidad de KOH necesaria para neutralizar los ácidos grasos libres presentes. Está relacionado con la rancidez, y se suele valorar directamente a temperatura ambiente con fenolftaleína como indicador.
- Índice de yodo: Es la cantidad de yodo (expresada en gramos), que reacciona con 100 gr (gramos) de grasa o aceite. Esta medida da una idea del número de insaturaciones en la muestra.